# Grand Prix Formule 1 van Australië 2018
De Grand Prix Formule 1 van Australië 2018 werd gehouden op 25 maart op het Albert Park Street Circuit. Het was de eerste race van het seizoen 2018.

## Vrije trainingen

### Uitslagen
- Er wordt enkel de top-5 weergegeven.

| Vrije training 1 | Pos | No | Coureur          | Constructeur       | Tijd     |
| ---------------- | --- | -- | ---------------- | ------------------ | -------- |
| Vrije training 1 | 1   | 44 | Lewis Hamilton   | Mercedes           | 1:24.026 |
| Vrije training 1 | 2   | 77 | Valtteri Bottas  | Mercedes           | 1:24.577 |
| Vrije training 1 | 3   | 33 | Max Verstappen   | Red Bull-TAG Heuer | 1:24.771 |
| Vrije training 1 | 4   | 7  | Kimi Räikkönen   | Ferrari            | 1:24.875 |
| Vrije training 1 | 5   | 5  | Sebastian Vettel | Ferrari            | 1:24.995 |
| Vrije training 2 | Pos | No | Coureur          | Constructeur       | Tijd     |
| Vrije training 2 | 1   | 44 | Lewis Hamilton   | Mercedes           | 1:23.931 |
| Vrije training 2 | 2   | 33 | Max Verstappen   | Red Bull-TAG Heuer | 1:24.058 |
| Vrije training 2 | 3   | 77 | Valtteri Bottas  | Mercedes           | 1:24.159 |
| Vrije training 2 | 4   | 7  | Kimi Räikkönen   | Ferrari            | 1:24.214 |
| Vrije training 2 | 5   | 5  | Sebastian Vettel | Ferrari            | 1:24.451 |
| Vrije training 3 | Pos | No | Coureur          | Constructeur       | Tijd     |
| Vrije training 3 | 1   | 5  | Sebastian Vettel | Ferrari            | 1:26.067 |
| Vrije training 3 | 2   | 7  | Kimi Räikkönen   | Ferrari            | 1:28.499 |
| Vrije training 3 | 3   | 9  | Marcus Ericsson  | Sauber-Ferrari     | 1:28.890 |
| Vrije training 3 | 4   | 33 | Max Verstappen   | Red Bull-TAG Heuer | 1:31.680 |
| Vrije training 3 | 5   | 55 | Carlos Sainz jr. | Renault            | 1:33.172 |

## Kwalificatie

### Verslag
Lewis Hamilton behaalde voor Mercedes de eerste pole position van het seizoen. Ferrari-coureurs Kimi Räikkönen en Sebastian Vettel kwalificeerden zich als tweede en derde, terwijl het Red Bull-duo Max Verstappen en Daniel Ricciardo respectievelijk de vierde en vijfde tijd neerzetten. De Haas-rijders Kevin Magnussen en Romain Grosjean kwalificeerden zich als zesde en zevende, voor de Renault-coureurs Nico Hülkenberg en Carlos Sainz jr. De top 10 werd afgesloten door de Mercedes van Valtteri Bottas, die na twee minuten in het laatste deel van de kwalificatie crashte en hierdoor geen tijd neerzette.
Na afloop van de kwalificatie kreeg Daniel Ricciardo een straf van drie startplaatsen omdat hij in de tweede vrije training te hard reed terwijl er een rode vlag werd gezwaaid. Valtteri Bottas kreeg een straf van vijf startplaatsen omdat hij vanwege zijn crash in de kwalificatie zijn versnellingsbak moest wisselen.

### Kwalificatie-uitslag
| Pos                 | No | Coureur           | Constructeur         | Q1       | Q2       | Q3        | Grid |
| ------------------- | -- | ----------------- | -------------------- | -------- | -------- | --------- | ---- |
| 1                   | 44 | Lewis Hamilton    | Mercedes             | 1:22.824 | 1:22.051 | 1:21.164  | 1    |
| 2                   | 7  | Kimi Räikkönen    | Ferrari              | 1:23.096 | 1:22.507 | 1:21.828  | 2    |
| 3                   | 5  | Sebastian Vettel  | Ferrari              | 1:23.348 | 1:21.944 | 1:21.838  | 3    |
| 4                   | 33 | Max Verstappen    | Red Bull-TAG Heuer   | 1:23.483 | 1:22.416 | 1:21.879  | 4    |
| 5                   | 3  | Daniel Ricciardo  | Red Bull-TAG Heuer   | 1:23.494 | 1:22.897 | 1:22.152  | 8    |
| 6                   | 20 | Kevin Magnussen   | Haas-Ferrari         | 1:23.909 | 1:23.300 | 1:23.187  | 5    |
| 7                   | 8  | Romain Grosjean   | Haas-Ferrari         | 1:23.671 | 1:23.468 | 1:23.339  | 6    |
| 8                   | 27 | Nico Hülkenberg   | Renault              | 1:23.782 | 1:23.544 | 1:23.532  | 7    |
| 9                   | 55 | Carlos Sainz jr.  | Renault              | 1:23.529 | 1:23.061 | 1:23.577  | 9    |
| 10                  | 77 | Valtteri Bottas   | Mercedes             | 1:23.686 | 1:22.089 | geen tijd | 15   |
| 11                  | 14 | Fernando Alonso   | McLaren-Renault      | 1:23.597 | 1:23.692 |           | 10   |
| 12                  | 2  | Stoffel Vandoorne | McLaren-Renault      | 1:24.073 | 1:23.853 |           | 11   |
| 13                  | 11 | Sergio Pérez      | Force India-Mercedes | 1:24.344 | 1:24.005 |           | 12   |
| 14                  | 18 | Lance Stroll      | Williams-Mercedes    | 1:24.464 | 1:24.230 |           | 13   |
| 15                  | 31 | Esteban Ocon      | Force India-Mercedes | 1:24.503 | 1:24.786 |           | 14   |
| 16                  | 28 | Brendon Hartley   | Toro Rosso-Honda     | 1:24.532 |          |           | 16   |
| 17                  | 9  | Marcus Ericsson   | Sauber-Ferrari       | 1:24.556 |          |           | 17   |
| 18                  | 16 | Charles Leclerc   | Sauber-Ferrari       | 1:24.636 |          |           | 18   |
| 19                  | 35 | Sergej Sirotkin   | Williams-Mercedes    | 1:24.922 |          |           | 19   |
| 20                  | 10 | Pierre Gasly      | Toro Rosso-Honda     | 1:25.295 |          |           | 20   |
| 107% tijd: 1:28.621 |    |                   |                      |          |          |           |      |

## Wedstrijd

### Achtergrond
Sauber-coureur Charles Leclerc en Williams-rijder Sergej Sirotkin maken allebei hun debuut in deze race. De Toro Rosso-coureurs Pierre Gasly en Brendon Hartley staan ook aan de start van hun eerste volledige Formule 1-seizoen, maar zij reden in 2017 al respectievelijk vijf en vier races voor het team. Daarnaast is het de eerste race dat McLaren met Renault-motoren reed en Toro Rosso met Honda-motoren reed. Ook nieuw is de halo, die ervoor zorgt dat het hoofd van de coureur beter beschermd is.

### Verslag
De race werd gewonnen door Sebastian Vettel, die – zeer verrassend – de als tweede geëindigde Lewis Hamilton inhaalde door middel van het maken van een pitstop tijdens een “virtual safety car” situatie. Kimi Räikkönen eindigde als derde, terwijl Daniel Ricciardo de vierde plaats behaalde. McLaren-coureur Fernando Alonso eindigde als vijfde, voor Max Verstappen. Nico Hülkenberg werd zevende, terwijl Valtteri Bottas opklom vanaf de vijftiende naar de achtste plaats. De top 10 werd afgesloten door Stoffel Vandoorne en Carlos Sainz jr.

### Race-uitslag
| Pos. | No. | Coureur           | Constructeur         | Rondes | Tijd/Oorzaak uitval | Grid | Punten |
| ---- | --- | ----------------- | -------------------- | ------ | ------------------- | ---- | ------ |
| 1    | 5   | Sebastian Vettel  | Ferrari              | 58     | 1:29:33.283         | 3    | 25     |
| 2    | 44  | Lewis Hamilton    | Mercedes             | 58     | +5.036              | 1    | 18     |
| 3    | 7   | Kimi Räikkönen    | Ferrari              | 58     | +6.309              | 2    | 15     |
| 4    | 3   | Daniel Ricciardo  | Red Bull-TAG Heuer   | 58     | +7.069              | 8    | 12     |
| 5    | 14  | Fernando Alonso   | McLaren-Renault      | 58     | +27.886             | 10   | 10     |
| 6    | 33  | Max Verstappen    | Red Bull-TAG Heuer   | 58     | +28.945             | 4    | 8      |
| 7    | 27  | Nico Hülkenberg   | Renault              | 58     | +32.671             | 7    | 6      |
| 8    | 77  | Valtteri Bottas   | Mercedes             | 58     | +34.339             | 15   | 4      |
| 9    | 2   | Stoffel Vandoorne | McLaren-Renault      | 58     | +34.921             | 11   | 2      |
| 10   | 55  | Carlos Sainz jr.  | Renault              | 58     | +45.722             | 9    | 1      |
| 11   | 11  | Sergio Pérez      | Force India-Mercedes | 58     | +46.817             | 12   |        |
| 12   | 31  | Esteban Ocon      | Force India-Mercedes | 58     | +1:00.278           | 14   |        |
| 13   | 16  | Charles Leclerc   | Sauber-Ferrari       | 58     | +1:15.759           | 18   |        |
| 14   | 18  | Lance Stroll      | Williams-Mercedes    | 58     | +1:18.288           | 13   |        |
| 15   | 28  | Brendon Hartley   | Toro Rosso-Honda     | 57     | +1 ronde            | 16   |        |
| DNF  | 8   | Romain Grosjean   | Haas-Ferrari         | 24     | Wiel                | 6    |        |
| DNF  | 20  | Kevin Magnussen   | Haas-Ferrari         | 22     | Wiel                | 5    |        |
| DNF  | 10  | Pierre Gasly      | Toro Rosso-Honda     | 13     | Motor               | 20   |        |
| DNF  | 9   | Marcus Ericsson   | Sauber-Ferrari       | 5      | Besturing           | 17   |        |
| DNF  | 35  | Sergej Sirotkin   | Williams-Mercedes    | 4      | Remmen              | 19   |        |

## Tussenstanden wereldkampioenschap
Betreft tussenstanden voor het wereldkampioenschap na afloop van de race.

### Coureurs
| Positie | No. | Rijder            | Team               | Punten |
| ------- | --- | ----------------- | ------------------ | ------ |
| 01      | 5   | Sebastian Vettel  | Ferrari            | 25     |
| 02      | 44  | Lewis Hamilton    | Mercedes           | 18     |
| 03      | 7   | Kimi Räikkönen    | Ferrari            | 15     |
| 04      | 3   | Daniel Ricciardo  | Red Bull-TAG Heuer | 12     |
| 05      | 14  | Fernando Alonso   | McLaren-Renault    | 10     |
| 06      | 33  | Max Verstappen    | Red Bull-TAG Heuer | 08     |
| 07      | 27  | Nico Hülkenberg   | Renault            | 06     |
| 08      | 77  | Valtteri Bottas   | Mercedes           | 04     |
| 09      | 2   | Stoffel Vandoorne | McLaren-Renault    | 02     |
| 10      | 55  | Carlos Sainz jr.  | Renault            | 01     |

### Constructeurs
| Positie | Team                 | Punten |
| ------- | -------------------- | ------ |
| 01      | Ferrari              | 40     |
| 02      | Mercedes             | 22     |
| 03      | Red Bull-TAG Heuer   | 20     |
| 04      | McLaren-Renault      | 12     |
| 05      | Renault              | 7      |
| 06      | Force India-Mercedes | 0      |
| 07      | Sauber-Ferrari       | 0      |
| 08      | Williams-Mercedes    | 0      |
| 09      | Toro Rosso-Honda     | 0      |
| 10      | Haas-Ferrari         | 0      |